# スティーブ・バロン
スティーブ・バロン（Steve Barron、1956年5月4日 - ）は、アイルランド・ダブリン出身の映画監督・ミュージックビデオ監督。

## 略歴
1980年代から90年代初めにかけa-haの「テイク・オン・ミー」など、数々の人気アーティストのミュージックビデオを監督。90年代に入ってからは映画にも進出、『ティーンエイジ･ミュータント・ニンジャ・タートルズ』などを手がける。

## 主な監督作品

### ミュージックビデオ
- マイケル・ジャクソン「ビリー・ジーン」
- a-ha「テイク・オン・ミー」
- マドンナ「バーニング・アップ」
- ダイアー・ストレイツ「マネー・フォー・ナッシング」
- ナタリー・コール「アンフォーゲタブル」

### 映画
- エレクトリック・ドリーム Electric Dreams (1984)
- ティーンエイジ・ミュータント・ニンジャ・タートルズ Teenage Mutant Ninja Turtles (1990)
- コーンヘッズ Coneheads (1993)
- あなたが寝てる間に… While You Were Sleeping (1995) - 製作総指揮
- ピノキオ The Adventures of Pinocchio (1996)